# Fenwick (Connecticut)
Fenwick é um distrito localizado no estado americano de Connecticut, no Condado de Middlesex.

## Demografia
Segundo o censo americano de 2000, a sua população era de 52 habitantes.
Em 2006, foi estimada uma população de 54, um aumento de 2 (3.8%).

## Geografia
De acordo com o United States Census Bureau tem uma área de
1,1 km², dos quais 1,1 km² cobertos por terra e 0,0 km² cobertos por água.

## Localidades na vizinhança
O diagrama seguinte representa as localidades num raio de 16 km ao redor de Fenwick.